# Fondul Proprietatea
Fondul Proprietatea (BVB: FP) este o societate pe acțiuni înființată de Guvernul României la data de 28 decembrie 2005. S.C. Fondul „Proprietatea” S.A. s-a constituit pentru asigurarea resurselor financiare necesare despăgubirii persoanelor expropriate abuziv de statul comunist. Despăgubirea s-a făcut în acțiuni, reprezentând valoarea actualizată la nivelul anului 2005  a imobilelor care nu au putut fi restituite în natură.
În urma îndeplinirii unor etape strict determinate de lege, titularii drepturilor de despăgubire au devenit acționari ai Fondului Proprietatea.
Fondul funcționează ca o societate de investiții de tip închis (Fond de Investiții Alternativ), pe durată nelimitată. La înființare a fost unul dintre cele mai mari fonduri de tip închis din lume cu o valoare estimată a activelor de 4 miliarde de euro. 
La zece ani de la înființare, Fondul era al cincilea cel mai mare fond de tip închis din lume, cu valoarea estimată a activelor de 3,1 miliarde de euro. 
Acționarul inițial unic al Fondului Proprietatea a fost statul român. Începând din martie 2008, vânzarea acțiunilor FP a fost posibilă, fapt ce a permis fondurilor străine de investiții precum și altor persoane fizice să intre în acționariatul Fondului, deși nu au nicio legătură cu procesul de despăgubire a proprietăților confiscate de regimul comunist,, statul reducându-și treptat participația. Astfel, dacă la sfârșitul anului 2008, statul român prin Ministerul Finanțelor Publice deținea 70,42% din acțiunile fondului, în septembrie 2020, acesta mai deținea doar 0.09%. 
Numărul total al acționarilor în septembrie 2020 era de 7.318 dintre care acționari instituționali români 31,11%, The Bank of New York Mellon (Banca Depozitar pentru Certificate de Depozit Globale având la bază acțiuni suport) 22,59%, persoane fizice române 17,92%, acționari instituționali străini 11,56%, persoane fizice nerezidente 2,97%, Ministerul Finanțelor Publice 0,09%, acțiuni proprii 13,76%.
În 2008, Guvernul a inițiat un proces de selecție internațională pentru Administratorul Fondului.  În iunie 2009 Franklin Templeton [BC(6]  a câștigat procesul fiind învestit drept administrator al Fondului în septembrie 2010. Mandatul este reînnoit la fiecare 2 ani. În aprilie 2020 a fost extins până la data de 31 martie 2022. 
Începând cu 2010 acțiunile Fondului Proprietatea sunt tranzacționate de către titularii acestora, în mod liber, la Bursa de Valori București (simbol FP) și din 2015, pe piața secundară de la London Stock Exchange (simbol FP) prin intermediul Certificatelor de Depozit Globale (GDR-uri). 
În noiembrie 2007, Fondul avea în portofoliu acțiuni la 114 companii românești, iar valoarea totală a participațiilor Fondului la companiile de la bursă era de 7,43 miliarde RON (2,13 miliarde Euro). 
În decembrie 2009, Fondul Proprietatea avea în portofoliu 84 de companii, din care 27 erau listate la Bursa de Valori București, valoarea cumulată a pachetelor deținute în firmele listate ajungând la 3,64 miliarde de lei. 
În septembrie 2020, Fondul Proprietatea avea în portofoliu 33 de companii: 7 companii listate reprezentând 18% din VAN și 26 companii nelistate reprezentând 72% din VAN.
Fondul Proprietatea este și una dintre cele mai importante companii românești, valoarea sa de piață fiind la 30 iunie 2020 de 1,89 miliarde USD
Obiectivul declarat al Fondului este creșterea deținerilor listate la 100%, prin listarea principalelor dețineri și vânzarea celorlalte dețineri care nu pot fi listate

## Capitalul social
Capitalul social al Fondului Proprietatea este, la data înființării acestuia, este de 14,2 miliarde RON (aproximativ 3,9 miliarde Euro).

## Acțiunile emise de Fondul Proprietatea
Valoarea nominală a unei acțiuni emise de Fondul Proprietatea este de 1 RON.
La finalul lunii ianuarie 2020, acțiunile Fondului s-au tranzacționat la o valoare de piață record de 1,3050 lei/acțiune astfel depășind valoarea inițială nominală a unei acțiuni emise de Fondul Proprietatea, de 1 RON
În 2019, performanța cumulată a VAN-ului/acțiune a crescut cu 31,23%, în timp ce discount-ul mediu anual s-a situat la 29,38%.

## Administrarea Fondului Proprietatea
În conformitate cu prevederile legale în vigoare, administratorul persoană juridică trebuie să își desemneze unul sau mai mulți reprezentanți  permanenți persoane fizice în societatea administrată. Administratorul Fondului, Franklin Templeton International Services, a desemnat următoarele persoane fizice drept reprezentanții săi permanenți în Fondul Proprietatea
| NUME               | FUNCȚIA |
| Johan Meyer        | Manager de Portofoliu Fondul Proprietatea / CEO Franklin Templeton Investment Management Limited UK Sucursala București |
| Călin Meteș        | Vicepreședinte / Director executiv / Reprezentant permanent                                                             |
| Daniel Naftali     | Vicepreședinte / Director executiv / Reprezentant permanent                                                             |
| Atholl Craig Blair | Reprezentant permanent                                                                                                  |
| Eric Bedell        | Reprezentant permanent                                                                                                  |
| John Hosie         | Reprezentant permanent                                                                                                  |
| Rafal Kwasny       | Reprezentant permanent                                                                                                  |
| Luis Perez         | Reprezentant permanent                                                                                                  |
| Boris Petrovic     | Reprezentant permanent                                                                                                  |

## Participări ale Fondului Proprietatea
Top 10 dețineri în septembrie 2020
Hidroelectrica 19,9% 
OMV Petrom 9,99% 
Aeroporturi București 20,0% 
Engie România 12,0% 
Nuclearelectrica 7,0% 
E-Distribuție Banat 24,1% 
Portul Constanța 20,0% 
Salrom 49,0% 
E-Distribuție Muntenia 12,0% 
E-Distribuție Dobrogea 24,1% 
Pentru majoritatea companiilor energetice amintite, oficialii Guvernului au promis, de mai multe ori în ultimii ani, că vor face demersuri pentru listarea lor la bursă, dar, numai în cazul Transgaz, promisiunea a fost respectată după aproape trei ani de când a fost făcută prima oară. Listarea Hidroelectrica este blocată până în 2022 de legea 173/2020 privind unele măsuri pentru protejarea intereselor naționale în activitatea economică.

### Dividende
Veniturile din dividendele anuale – Top 10 dețineri din portofoliu
|                       | 2016  | 2017  | 2018  | 2019  | 2020  |
| Hidroelectrica        | 134.6 | 206.6 | 226.2 | 358.7 | 250   |
| OMV Petrom            | -2    | 106.8 | 107.6 | 145.3 | 166.8 |
| Aeroporturi București | 27.4  | 41.2  | 61.2  | 68    | 36.7  |
| Engie România         | -2    | 13.3  | 20.2  | 16.4  | 12.1  |
| Nuclearelectrica      | 8.6   | 8.6   | 18.5  | 25.4  | 33.1  |
| E-DistribuțieBanat    | 16.8  | 8.9   | 7.7   | -2    | 0     |
| Portul Constanța      | 14.1  | 11    | 4.1   | 3.7   | 5.5   |
| Salrom                | -2    | 13.8  | 42.3  | 37.4  | 19.8  |
| E-DistribuțieMuntenia | -2    | -2    | -2    | -2    | 0     |

## Acționari semnificativi
În martie 2012, cei mai mari acționari ai Fondului Proprietatea erau:
- Elliott Associates, prin Manchester Securities și Beresford Energy (13,91%)
- City of London Investment Group (7,21%)
- Georgia Palade van Dusen, nepoata lui Nicolae Malaxa (4,93%)

În februarie 2013, cei mai mari acționari erau:
- Elliott Associates (14,95%)
- City of London Investment Management (9,69%)
- Royal Bank of Scotland (5,39%)

În septembrie 2020 erau înregistrati 7.442 actionari dintre care ce mai mari erau:
- Grupul NN 10,01%
- Anchorage Capital Group 6,70%
- Fondurile de Pensii Private Allianz-Țiriac 5,05%

## Conducerea
Președinții FP:
- Nicolae Ivan: 9 ianuarie 2006 - mai 2006[11][12]
- Alexandru Păunescu: 11 mai 2006 - 30 noiembrie 2007[13][14]
- Mircea Ursache: 30 noiembrie 2007 - 22 decembrie 2009[14][15]
- Grațiela Iordache: 22 decembrie 2009 - 3 august 2010[16]
- Ene Dinga: 3 august 2010 - 6 septembrie 2010[16]

Începând din septembrie 2010, administratorul Fondului Proprietatea este Franklin Templeton Investment Management.

## Cifra de afaceri
Rezultate financiare (milioane euro):
| Anul             | 2019   | 2018   | 2017   | 2016  | 2015    | 2014   | 2013   | 2012  | 2011  | 2010  | 2009]  | 2008  |
| Cifra de afaceri | 3216,0 | 1018,8 | 1372,0 | 676,6 | (393,9) | 1822,7 | 1311,2 | 871,8 | 617,9 | 576,6 | 1320,3 | 524,0 |
| Profit net       | 3129,8 | 935.0  | 1289,8 | 446,9 | (565,1) | 1012,9 | 682,2  | 567,0 | 543,8 | 456,2 | 730,1  | 467,7 |

[BM(1]Pentru anii 2009 si 2008 sursa este aceeasi ca si la anul 2010, respectiv ultimul link din lista de mai jos. 